# Breiðdalsvík
Breiðdalsvík est une localité islandaise de la municipalité de Breiðdalshreppur située à l'est de l'île. En 2011, le village comptait 139 habitants.